# Anacleto Clemente Bolívar
Anacleto de Clemente y Bolívar (Caracas, 13 de julio de 1796 – Caracas, 27 de mayo de 1886) fue un oficial del ejército patriota venezolano, siendo uno de los edecanes y sobrinos del general Simón Bolívar.

## Biografía

Su tíodea, el general Simón Bolívar.

En 1803, a la edad de siete años, junto con su hermano Pablo Secundino Clemente, se embarca hacia Europa, bajo el cuidado de su tío Simón Bolívar. El futuro Libertador inscribe a los niños en el prestigioso colegio de Soreze, ubicado en Francia. Allí estudiarán hasta 1809 cuando terminan sus estudios y regresan a Venezuela. Anacleto Clemente, en Caracas, lleva la vida normal de cualquier adolescente de la clase mantuana.

### Etapa de la Independencia
En 1811, cuando se inicia la Guerra de Independencia, Anacleto, como muchos jóvenes mantuanos, se  pone de parte de los patriotas. Esto será motivo de constantes disputas con su madre, María Antonia, que es una declarada partidaria del Rey.  En 1814, cuando cae la Segunda República su familia se refugia en Curazao. Tres años después pasan a Cuba.  En 1820, ya con 24 años de edad,  Anacleto decide regresar solo a Caracas y se asienta en una hacienda de la familia Bolívar en Zuata. Un año más tarde, el 29 de noviembre de 1821, en el poblado de Guacara, cercano a esa hacienda, se casa con Rosa Rodríguez del Toro, sobrina del marqués del Toro y poco después se marcha a Santafé de Bogotá en busca de su tío, Simón Bolívar.

### Vida en Bogotá
Antes de marcharse hacia el Sur, el Libertador otorgó a Anacleto el rango de Coronel y lo nombró como uno de sus edecanes. Anacleto se quedó viviendo en la Casa que el gobierno había asignado al Libertador (Ver: Quinta de Bolívar) en Bogotá y llevó una vida disoluta, lo cual le valió varias veces, a través de cartas, fuertes reprimendas de su tío.  Una de esas reprimendas hizo que Anacleto abandonara Bogotá y se regresara, en 1826,  a Guacara para reencontrarse con su esposa. 

### Vida posterior a 1826
Anacleto se dedica a dirigir los negocios de la familia en el Valle de Zuata y en los Valles de Aragua. En 1827, en su última visita a Venezuela, el Libertador lo dejó encargado de la administración del Mayorazgo de la Concepción, vínculo hereditario que le había otorgado, en 1795, su primo hermano Juan Félix Jerez Aristeguieta y Bolívar y que consistía en varias haciendas y una amplia casa en Caracas. 
Cuando su madre muere en 1842, él y su hermano Pablo Secundino heredan la Hacienda de San Mateo que ya no tenía el esplendor de otros tiempos y que había sido la base principal de la fortuna de la familia Bolívar desde al menos 250 años antes. En 1858 Anacleto vende la llamada Casa del Vínculo de la Concepción en Caracas. En 1862 murió en Guacara su esposa. En 1877, ya sin fuerzas para continuar con las faenas de la hacienda, vendió el Ingenio Bolívar en San Mateo.
El coronel Anacleto Clemente Bolívar vivió sus últimos días en su hacienda en el Valle de Zuata. Murió en Caracas en 1886, a la avanzada edad de 89 años. No dejó descendencia.

## Familia

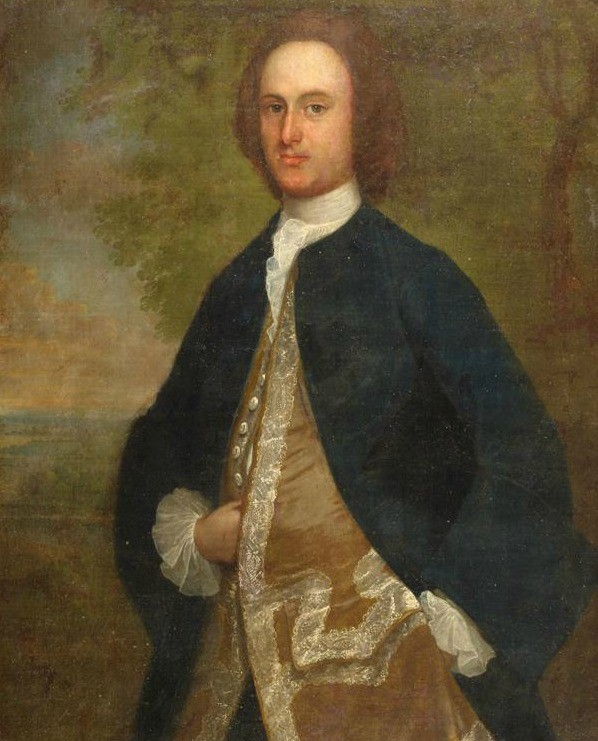
Su abuelo, Juan Vicente Bolívar.

Anacleto era miembro de la aristocracia de Caracas, vinculada a la baja nobleza criolla de la actual Venezuela. Sus padres eran Pablo Clemente y Palacios y María Antonia Bolívar Palacios, parientes entre sí, siendo sus hermanos Josefa, Pablo Secundino, Valentina, Teresa y Concepción Clemente Bolívar.
Su madre, por otra parte era hija del noble y oficial venezolano Juan Vicente Bolívar y Ponte y de su esposa, la hacendada María de la Concepción Palacios y Blanco, siendo sus hermanos Juana, Juan Vicente y Simón Bolívar Palacios, y un hermano extramatrimonial Juan Agustín de Bolívar, de madre desconocida.
Su tío Simón fue el libertador de las actuales repúblicas de Ecuador, Colombia, Panamá, Venezuela, Perú y Bolivia, y era viudo de la noble venezolana María Teresa del Toro Alayza; a la fecha se discute si Bolívar dejó descendencia extramatrimonial. El parentesco de Juana, su tía, con el resto de sus hermanos está siendo discutido en la actualidad, pese a ello, fue madre del prócer de la Independencia Guillermo Palacios Bolívar, y una de sus hijas se casó con el prócer Pedro Briceño Méndez, quien a su vez era concuñado del general colombiano Francisco de Paula Santander. Por último, su tío Juan Vicente fue el padre del escritor Fernando Bolívar Tinoco.

## Fernando Bolívar
Ir a la navegaciónIr a la búsqueda